# 3:0 für die Bärte
3:0 für die Bärte ist ein vom Hessischen Rundfunk produziertes vierteiliges Marionettenspiel der Augsburger Puppenkiste von Manfred Jenning nach dem gleichnamigen Buch von Heiner Gross.

## Handlung
Hans und Bärbel, zwei Menschenkinder, gelangen ins Wunderland und dessen Hauptstadt Tansibor. Die haarigen Bewohner des Landes – die Frauen tragen bodenlanges Kopfhaar und die Männer knielange Bärte – sind in Sorge, weil sie keinen Zugang mehr zu den Menschenkindern finden, die nicht mehr träumen und sich nicht mehr für Märchen interessieren. Bärbel und Hans werden zur Königin bzw. zum General des Wunderlandes gemacht, um Abhilfe zu schaffen. Unter ihrer Leitung gelingt es den Bärtigen, den bösen Zauberer Sabor und dessen Armee aus Robotern in drei Etappen zu besiegen.

## Ausstrahlung und Veröffentlichung
Die Fernseherstausstrahlung der vier Teile mit den Untertiteln Der Zauberreifen, Die wundersame Reise, Die Insel des Gelächters und Der böse Zauberer Sabor mit einer Gesamtlaufzeit von 114 Minuten fand jeweils sonntags vom 14. November bis zum 5. Dezember 1971 im Ersten Deutschen Fernsehen statt.
1972 wurde ein Bilderbuch der Geschichte mit Fotos der Originalpuppen veröffentlicht. Eine DVD des Marionettenspiels erschien 2005.

## Synchronisation
| Rolle                     | Stimme                                                                             |
| ------------------------- | ---------------------------------------------------------------------------------- |
| Admiral                   | Ernst-Josef Ammann                                                                 |
| Bärbel                    | Gerlind Ohst                                                                       |
| Hans                      | Christel Peschke                                                                   |
| Hexenmeister              | Herbert Meyer                                                                      |
| Zaubermeister             | Hanns-Joachim Marschall                                                            |
| Feenmeister               | Max Bößl                                                                           |
| König bis auf weiteres    | Walter Oehmichen                                                                   |
| Drachenherde              | Rose Oehmichen Max Bößl Hanns-Joachim Marschall                                    |
| Biber Robert              | Herbert Meyer                                                                      |
| Biber Willi               | Max Bößl                                                                           |
| Räuberhauptmann Pimpernel | Sepp Wäsche                                                                        |
| Die lachenden Räuber      | Walter Schellemann Hanns-Joachim Marschall Herbert Meyer Max Bößl Walter Oehmichen |
| Luftmarschall             | Hanns-Joachim Marschall                                                            |
| Sabor                     | Walter Schellemann                                                                 |
| Hans’ Eltern              | Margot Schellemann Sepp Wäsche                                                     |
| Erzähler                  | Manfred Jenning                                                                    |